# Orobothriurus quewerukana
Espèce
Orobothriurus quewerukana est une espèce de scorpions de la famille des Bothriuridae.

## Distribution
Cette espèce se rencontre au Chili dans les régions de Tarapacá et d'Arica et Parinacota et au Pérou dans la région de Tacna entre 2 822 et 3 732 m d'altitude.

## Description
Le mâle holotype mesure 38,15 mm et la femelle paratype 37,75 mm, les mâles mesurent de 38,09 à 47,00 mm et les femelles de 37,20 à 51,50 mm.

## Publication originale
- Ochoa, Ojanguren Affilastro, Mattoni & Prendini, 2011 : Systematic revision of the Andean scorpion genus Orobothriurus Maury, 1976 (Bothriuridae) : with discussion of the altitude record for scorpions. Bulletin of the American Museum of Natural History, no 359, p. 1-90 (texte intégral).